# Matola
Matola (fins 1975 Vila Salazar i Cidade Salazar) és un municipi de Moçambic, situat a la província de Maputo. En 2007 comptava amb una població de 671.556 habitants. Es troba a 12 kilòmetres a l'oest de Maputo.

## Població
| 1991    | 1997    | 2007    |
| ------- | ------- | ------- |
| 337 000 | 440 927 | 675 422 |

## Economia
Matola és un important centre industrial de Moçambic, posseeix un port per a l'exportació de minerals de crom, ferro i altres mercaderies provinents de Swazilàndia i Sud-àfrica. La seva indústria inclou refineries de petroli (actualment inactives) i fàbriques de sabó, ciment i processament de productes agrícoles.
La principal empresa de Matola és la fonedora d'alumini MOZAL, que va obrir les portes en 2002, l'única que ha triplicat les exportacions de Moçambic i ha augmentat en un 7% el seu PIB. La planta pertany a BHP Billiton, planeja augmentar la capacitat de producció d'alumini de 550.000 a 800.000 tones. En novembre de 2014 l'empresa sud-coreana Hyundai Motor Company va obrir una planta a Matola, en la que fabricaria els Hyundai i10 i Hyundai Accent.

## Govern Municipal
El municipi de Matola des de 1998 disposa d'un consell municipal dirigit per un president elegit per vot directe durant un mandat de cinc anys.
| Inici de mandat        | President de Consell Municipal | Partit  |
| ---------------------- | ------------------------------ | ------- |
| 27 de novembre de 1998 | Carlos Almerindo Filipe Tembe  | Frelimo |
| 19 de novembre de 2003 | Carlos Almerindo Filipe Tembe  | Frelimo |
| 10 de gener de 2008    | Maria Vicente (interina)       | Frelimo |
| 5 de febrer de 2009    | Arão Nhancale                  | Frelimo |
| 15 de maig de 2013     | António Matlhava (interí)      | Frelimo |
| 7 de febrer de 2014    | Calisto Cossa                  | Frelimo |

## Agermanaments
- Loures (des de 1996)